# Edgar Ray Killen
Edgar Ray "Predicador" Killen (Filadelfia, Misisipi, 17 de enero de 1925 - Parchman, Misisipi, 11 de enero de 2018) fue un criminal estadounidense, organizador del Ku Klux Klan que planeó y dirigió los asesinatos de James Chaney, Andrew Goodman y Michael Schwerner, tres activistas de derechos civiles que participaron en el Verano de la Libertad de 1964, que tenía el propósito de dar a los afroamericanos la oportunidad de votar en elecciones.

## Biografía
Killen, propietario de un aserradero local, ministro bautista y excandidato fallido de sheriff, era un segregacionista y supremacista blanco hasta el final de sus días. Su predicación en una pequeña iglesia bautista en el este de Mississippi causó que obtuviese el apodo de Predicador. Era un personaje marginal hasta que Sam Bowers, líder del Ku Klux Klan, lo nombró "kleagle" o reclutador y organizador klavern para el Klan del condado de Neshoba y de Lauderdale.  
Como tal planeó y dirigió los asesinatos de James Chaney, Andrew Goodman y Michael Schwerner, tres activistas de derechos civiles que participaron en el Verano de la Libertad de 1964, que vio como peligro para sus creencias. Luego sus cuerpos fueron enterrados en una presa de barro. Cuarenta y cuatro días después fueron encontrados por agentes del FBI. Los asesinatos conmocionaron a la nación y ayudó a estimular la aprobación de la histórica Ley de Derechos Civiles de 1964.
En el momento de los asesinatos, el estado de Misisipi, que entonces era segregacionista, hizo poco esfuerzo para procesar a los victimarios. Sin embargo el FBI, bajo la presión del Presidente Lyndon B. Johnson y el fiscal general Robert F. Kennedy, dirigió una investigación vigorosa del crimen, que llevó a Killen y a los demás victimarios a un tribunal federal. Killen no fue condenado por el crimen en 1967, cuando fue enjuiciado junto con los demás conspiradores por la violación de derechos civiles de las tres víctimas, de los cuales siete fueron condenados a penas de entre 3 y 10 años. Entre los condenados también estaba Sam Bowers.
Durante los siguientes años Edgar Ray Killen caminó por las calles del condado de Neshoba, Misisipi, confiando en que la comunidad blanca de los alrededores nunca presentaría cargos contra él. Sin embargo las pesquisas del reportero Jerry Mitchell, que ganó notoriedad por reabrir antes casos similares, causaron que se abriese el caso otra vez. Eso causó su arresto el 6 de enero de 2005 por tres cargos de asesinato en el estado de Misisipi, que desde entonces había dejado de ser segregacionista. 
En el posterior juicio en un tribunal estatal Edgar Ray Killen no fue condenado por asesinato, pero fue declarado culpable de tres cargos de homicidio el 21 de junio de 2005, el cuadragésimo primer aniversario del crimen. Fue sentenciado a 60 años en prisión, 20 años por cada homicidio culposo e ingresado en prisión,  No fue condenado por asesinato porque el jurado tenía dudas sobre la intención homicida de Killen.
Killen apeló el veredicto, pero el 12 de enero del 2007 la Corte Suprema de Misisipi confirmó su castigo de 3 veces 20 años en prisión. No mostró luego arrepentimiento por lo que hizo. Más tarde Edgar Ray Killen murió en prisión. Después de su muerte Killen fue enterrado en Pine Grove Cemetery en House, Misisipi.

## Cultura popular
La película Arde Mississippi (1988) está basada en este caso y el principal culpable del crimen Clayton Townley está parcialmente inspirado en Killen y en Bowers.